# 丹尼尔·萨缅托
丹尼尔·萨缅托·梅利安（西班牙語：Daniel Sarmiento Melián，1983年8月25日—），西班牙男子手球运动员。他曾代表西班牙国家队参加2012年和2020年夏季奥林匹克运动会手球比赛，获得一枚铜牌。